# Африканский мешкокрыл
Африканский мешкокрыл (лат. Coleura afra) — небольшая летучая мышь семейства футлярохвостых, обитающий в Анголе, Бенине, Центральноафриканской Республике, Республике Конго, Демократической Республике Конго, Кот-д’Ивуаре, Джибути, Эритрее, Эфиопии, Гане, Гвинее, Гвинее-Бисау, Кении, Мадагаскаре, Мозамбике, Нигерии, Сомали, Судане, Танзании, Того, Уганде и Йемене. Её естественной средой обитания являются сухие саванны, кустарниковые степи на границе Сахары, субтропические или тропические сухие кустарники, пещеры и жаркие пустыни. Ему угрожает потеря среды обитания, хотя он по-прежнему считается находящимся в минимальной опасности.

## Внешний вид
Африканский мешкокрыл весит 10-12 г, самки немного крупнее самцов. Длина предплечья колеблется от 45 до 55 мм. Мех тёмно-коричневый, но немного светлее на животе. Рыло имеет форму заостренного конуса, нос чёрный и голый.

## Питание
Африканский мешкокрыл питается насекомыми, предпочитая жуков и чешуекрылых. Интенсивность питания сильно зависит от сезона, при этом гораздо большая активность приходится на сезон дождей.

## Поведение
Африканский мешкокрыл живёт в пещерах группами, превышающими 50 000 особей. Внутри колоний социальная структура состоит из гаремов, состоящих примерно из 20 самок, который обычно контролирует один самец. В то время как молодые самки иногда остаются в скоплении, в котором они родились, молодые самцы изгоняются и присоединяются к холостяцким скоплениям.